# Giacinto Fabbroni
Giacinto Fabbroni, né à Prato en 1711 et mort à Florence en 1783, est un peintre italien.

## Biographie
Giacinto Fabbroni fit son apprentissage auprès de Pier Simone Vannetti, un peintre de Prato; plus tard, pendant dix ans il travailla à Bologne, où il fut l'un des élèves de Donato Creti. En 1739 il peignit un portrait du grand-duc de Toscane François II, qui se trouve dans le palais municipal de Prato. En 1758, Giacinto Fabbroni fut accueilli dans l'Académie des beaux-arts de Florence et il fut élu maître du nu en 1777 et conservateur de l'Académie en 1779.

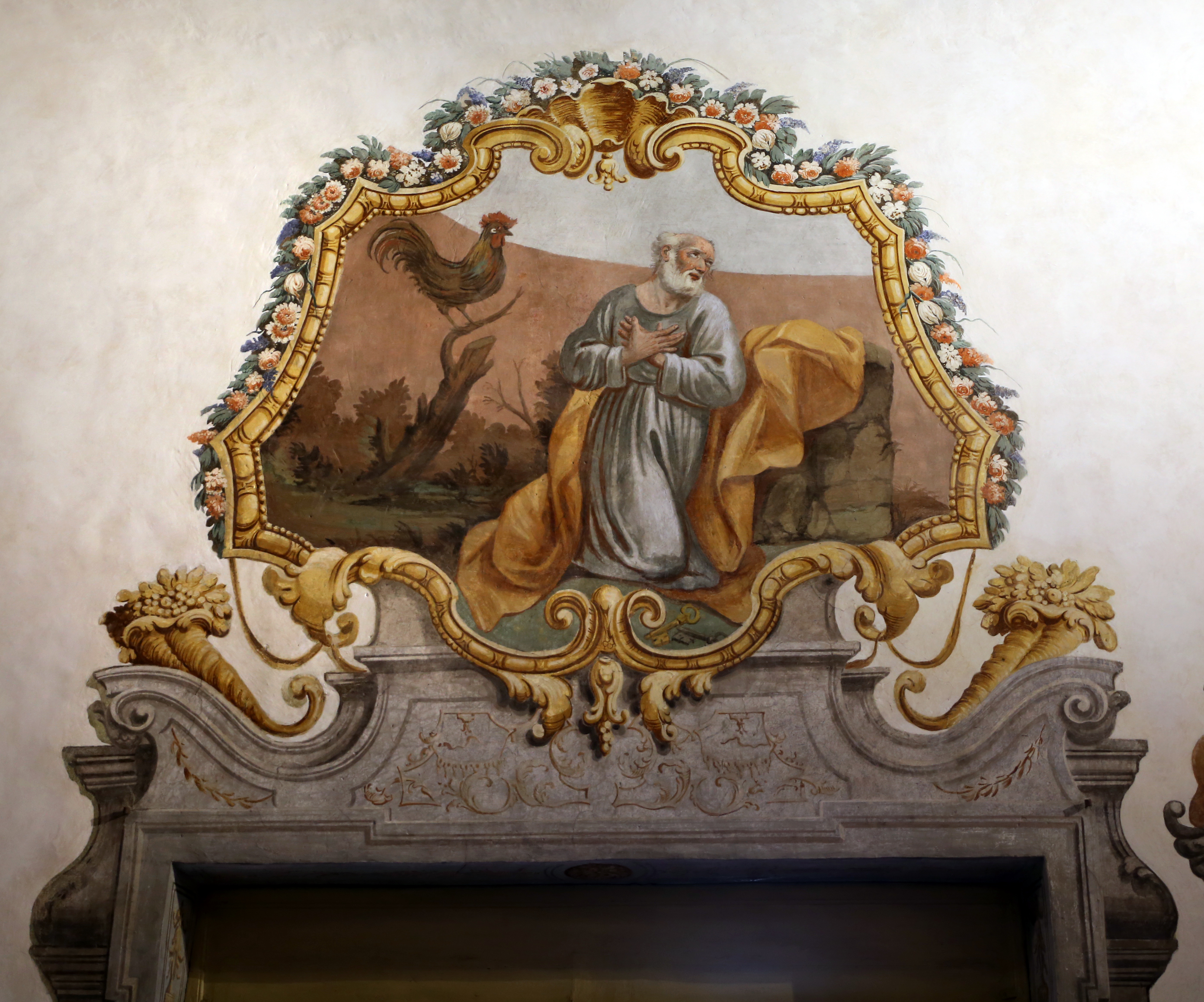
Giacinto Fabbroni, Saint Pierre et le coq, église de San Niccolò (Prato)

Il s'installa ainsi à Florence et, pour plusieurs commettants, il fit des peintures des sujets sacrés, dans lesquelles des thèmes typiques de l'école bolonaise était mélangés à des éléments du goût de l'école académique florentine. À partir de 1750, Giacinto peint des fresques, dans des églises et des palais où il a travaillé aussi son frère, Pier Giovanni Fabbroni.
En 1754 il a peint, avec des scènes tirées d'épisodes de la Bible, le réfectoire de l'ancien Collège Cigognini de Prato, où ils ont étudié Gabriele D'Annunzio, Curzio Malaparte, Mario Monicelli et Tommaso Landolfi.